# Einsatz in Hamburg – Mord nach Mitternacht
Mord nach Mitternacht ist ein deutscher Fernsehfilm von Walter Weber aus dem Jahr 2007. Es handelt sich um den achten Film in der ZDF-Kriminalfilmreihe Einsatz in Hamburg.

## Handlung
Kommissarin Jenny Berlin und ihr Team ermittelt im Mordfall des jungen homosexuellen „Kronprinzen“-Sängers Jamie, der tot in seiner Hotelsuite aufgefunden wurde. Für Teammitglied Hannes Wolfer eröffnet sich eine unerwartete Situation, denn seine Patentochter Anna May, großer „Kronprinzen“-Fan, hat den Toten gefunden. Berlin ermittelt im Umfeld des jungen Sängers, der seine sexuelle Orientierung vor der Öffentlichkeit verbarg. Für Jamies Manager Frantzen wäre ein Coming-out unangenehm gewesen; der Reporter Hellfritz wollte jedoch eine Story darüber veröffentlichen, was dem Image des Sängers geschadet hätte. Bei ihren Befragungen erfährt Berlin außerdem von einem Streit zwischen dem Toten und dem Landwirt Franz Meerwald, dessen Tochter ein großer Fan der „Kronprinzen“ ist. Marlene Meerwald fährt zu jedem Konzert ihrer Idole und behauptet von Jamie schwanger zu sein. Ihr Vater ist davon überzeugt, dass sie verführt und vergewaltig worden ist. Er wollte deshalb den Sänger zur Rede stellen und ihn im Hotel in Hamburg aufsuchen. Dabei sei es zu einem Streit gekommen und Jamie sei gestürzt und mit dem Kopf gegen die Tischkannte gefallen. Laut gerichtsmedizinischer Untersuchung war aber ein Sturz nicht die Todesursache, sondern ein zugefügter Genickbruch.
Anna May wohnt für ein paar Tage bei Wolfer und wird dort von einem Unbekannten angerufen, der sich mit dem Mädchen treffen will, „dass den Toten gefunden hätte“. Anna geht darauf ein, weil sie meint so den Mörder zu finden. Es gelingt ihr ein Foto von dem Mann zu machen, den Jenny Berlin daraufhin als den Reporter Hellfritz identifizieren kann. Für Berlin liegt der Schlüssel aber bei Manager Frantzen. Sie hat von Marlene erfahren, dass sie nicht mit Jamie, sondern mit Frantzen im Bett war. Als dieser sich überführt sieht, flieht er mit einer Geisel. Franz Meerwald, der das alles miterlebt, nimmt eigenmächtig die Verfolgung auf und ist fest entschlossen Frantzen zu erschießen. Die Polizei kann dies aber verhindern. Frantzen gibt den Mord an Jamie zu. Dieser wollte ihn wegen der Vergewaltigungen, die Frantzen regelmäßig getätigt hatte, anzeigen. Da Jamie in seinem Hotelzimmer bereits am Boden lag, hatte er die ihm dann das Genick gebrochen, um ihn zum Schweigen zu bringen.

## Hintergrund
Die Dreharbeiten dauerten vom 9. März 2006 bis zum 10. April 2006 an. Es wurde in Hamburg unter anderem an der Admiralitätstraße und in näherer Umgebung gedreht. Die Episode wurde am 19. Mai 2007 um 20:15 Uhr im ZDF erstausgestrahlt.

## Kritik
Tilmann P. Gangloff wertete für tittelbach.tv: „Als Krimi mag ‚Mord nach Mitternacht‘ (2007) gewisse Schwächen haben, aber als Film über das Musik-Business ist [die] Episode […] hochinteressant, zumal sie immer wieder aus Sicht eines jungen Mädchens erzählt wird. Stark und abstoßend zugleich verkörpern Hinnerk Schönemann einen Journalisten und Ralph Herforth einen zynischen Manager. Musikbranche zwischen Klischee & Wahrheit.“
Die Fernsehzeitschrift TV Spielfilm vergab dem Film die bestmögliche Wertung, einen Daumen nach oben. Sie konstatierte: „Clever: Mörderrätsel im DSDS-Ambiente“.